# Ядерна хімія

Альфа-розпад — це один із видів радіоактивного розпаду, під час якого атомне ядро випромінює альфа-частинку

Я́дерна хі́мія — розділ науки, який зв'язує ядерну фізику і фізичну хімію.
Розділ хімії, де вивчаються ядра та ядерні реакції хімічними методами, а також взаємозв’язок між фізико-хімічними властивостями хімічних речовин та властивостями ядер атомів, які входять до складу цих речовин, ефект Месбауера.

## Основні напрямки ядерної хімії
- Вивчення взаємного зв'язку між зміною структури електронних оболонок атомів і перетворенням ядер або елементарних частинок;
- Дослідження властивостей і перетворень ядер атомних ядер, які потребують застосування хімічних методів;
- Пошуки нових ізотопів і нових елементів.